# (15629) Sriner
(15629) Sriner (2000 HK53) – planetoida z pasa głównego asteroid okrążająca Słońce w ciągu 4,44 lat w średniej odległości 2,7 j.a. Odkryta 29 kwietnia 2000 roku.